# توره‌قرغان
توره‌قرغان (به ازبکی: To'raqo'rg'on، تۉره قۉرغان}} یک منطقهٔ مسکونی در ازبکستان است که در شهرستان توره‌قرغان واقع شده‌است. توره‌قرغان ۲۵٬۶۰۰ نفر جمعیت دارد.